# Briza brizoides
Briza brizoides là một loài thực vật có hoa trong họ Hòa thảo. Loài này được (Lam.) Kuntze mô tả khoa học đầu tiên năm 1898.